# Leszek Wardzała
Leszek Wardzała (ur. 27 września 1960) – polski bokser,  dwukrotny mistrz Polski.
Startował w wadze półśredniej (do 67 kg). Został w niej mistrzem Polski w 1982 i 1988 oraz brązowym medalistą w 1985.